# 日野川ダム
日野川ダム（ひのがわダム）は、滋賀県蒲生郡日野町、一級河川・淀川水系日野川に建設されたダム。高さ25メートルのグラベルフィルダムで、併設される日野川脇ダム（ひのがわわきダム）は、高さ19メートルのアースダムである。洪水調節・不特定利水を目的とする、滋賀県営の治水ダムである。
日野川ダムは、洪水調節と不特定かんがい用水の補給に使用するため、滋賀県営ダム事業としては余呉湖のダム化に続いて完成した。滋賀県営ダムの中では最小級のダムであり、洪水調節容量が小さい。
ダム周辺は、遊歩道や公園が整備され、日野城址がある。また、ダム湖ではへら鮒釣りがさかんである。

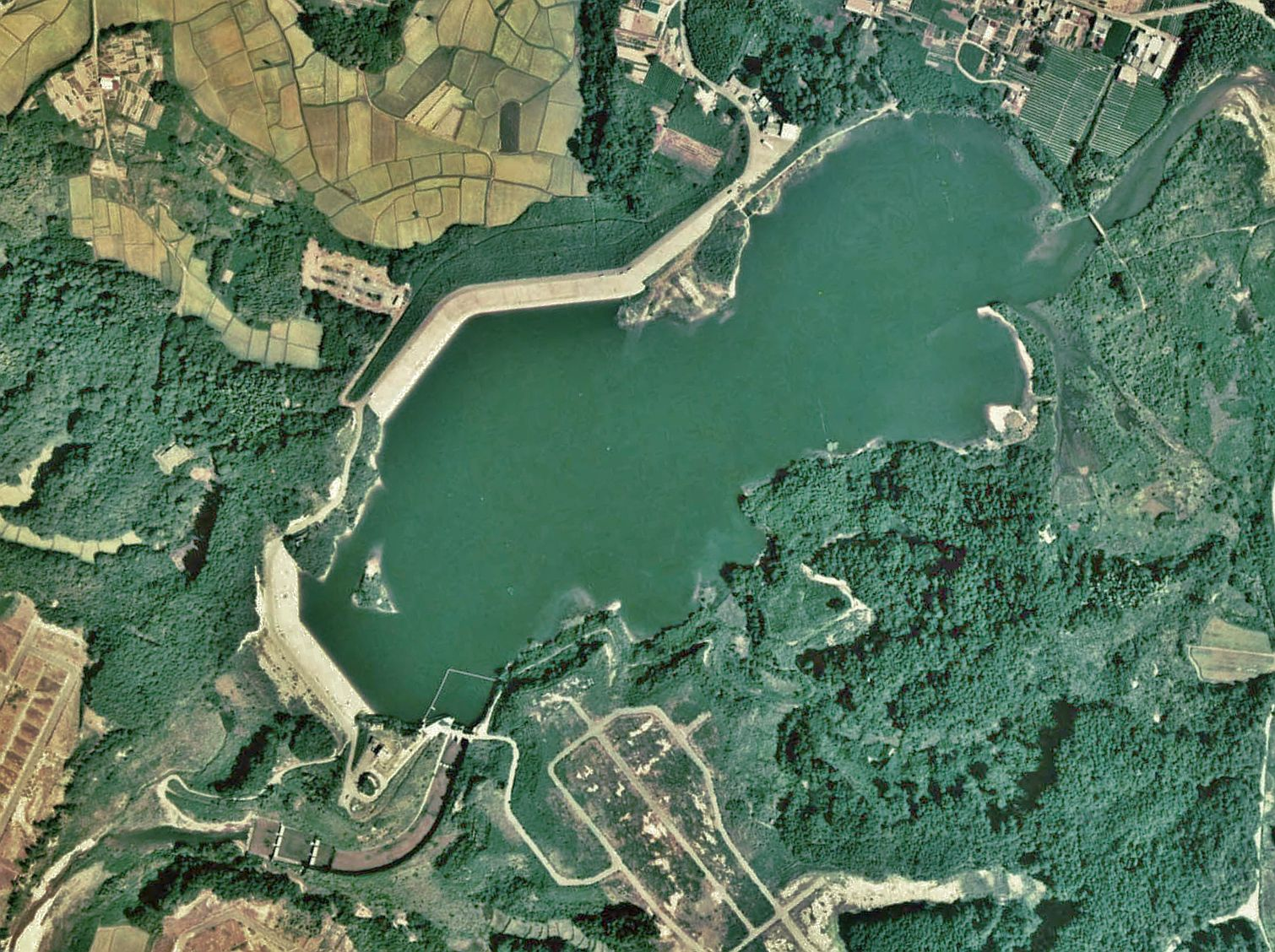
日野川ダム湖
下流（左下）に平仮名の「く」の字形をした日野川ダムがあり、湖の脇（中央上）に平仮名の「へ」の字形をした日野川脇ダムが設けられている。